# Лангон
Лангон (фр. Langon) — город во Франции, супрефектура одноимённого округа (департамент Жиронда, регион Аквитания).
Лангон — порт на реке Гаронна. У него издавна были торговые связи с Бордо, Аженом и Базасом. В 12 веке город делился на два прихода — церкви св. Гервасия и церкви Божьей Матери. Первый храм существует и ныне, от второго остались развалины. В окрестностях находится замок 17 в.
В Лангоне родился фотограф Луи Дюко дю Орон и умер социолог Робер Эскарпи.

## Города-побратимы
- Пенцберг
- Канелаш

1. 1 2  база данных о французских коммунах — Национальный географический институт Франции, 2015.